# Reinhold Raoul Laquai
Reinhold French Laquai (Molfetta (la Pulla), Itàlia, 1 de maig, 1894 - Oberrieden (cantó de Zuric), 3 d'octubre, 1957), fou un compositor i pianista suís nascut a Itàlia.
Fill del químic Johann Georg Wilhelm Lacke. Entre 1908-1915, va estudiar al Conservatori de Zuric amb Volkmar Andreae i Lothar Kempter (composició), Robert Freund i Paul Otto Möckel (piano), Johannes Lutz (orgue). Després va millorar a Berlín sota la direcció de Ferruccio Busoni. Entre 1916-1918, va ser tractat medicament a l'estació de muntanya de Leysin, després va tornar a Zuric, on de 1920 a 1955, va ser organista de l'Església protestant francesa i va ensenyar piano, contrapunt i lectura de partitura al conservatori. Com a pianista va actuar com a part d'un conjunt de cambra sota la direcció de Béla Szigeti i, menys sovint, com a solista.
L'extens llegat compositiu de Laquai roman en gran part inèdit, amb l'excepció de dos primers trios de corda, una Obertura a una antiga comèdia (alemany: Ouvertüre zu eine alten Komödie; 1922) per a orquestra i dos cicles de cançons basats en poemes d'Hermann Hesse. Format sota la influència de Busoni i Max Reger, Laquai va pertànyer a l'ala moderadament conservadora dels músics suïssos, i en el seu període posterior va gravitar cap al neoclassicisme, apropant-se en aquest sentit a Othmar Schoeck.